# Рузиева, Гулинор Байматовна
Гулинор Байматовна Рузиева — советский хозяйственный и политический деятель.

## Биография
Родилась в 1954 году в Восейском районе Кулябской области. Член КПСС с 1973 года.
Окончила сельскохозяйственный техникум по специальности механизатор.
В 1972—1991 гг. — механизатор колхоза имени В. И. Ленина Восейского района Кулябской области Таджикской ССР (председатель — Герой Социалистического Труда Мирали Махмадалиев.
Избиралась депутатом Верховного Совета СССР 11-го созыва. Делегат XXVII съезда КПСС.
Жила в Восейском районе Таджикистана

## Награды
- Орден Трудового Красного Знамени
- Орден Знак Почёта